# Герасимов, Иван Сергеевич
Герасимов Иван Сергеевич (30 августа 1925, дер. Моховое, Тульская губерния — 17 ноября 1996, Москва)  советский военный, полный кавалер ордена Славы, сержант, командир отделения автоматчиков 1113-го стрелкового полка 330-й стрелковой дивизии, участник Великой Отечественной войны

## Биография
Родился 30 августа 1925 года в деревне Моховое, ныне Плавского района Тульской области в семье крестьянина. Русский.
Перед войной жил в Москве. Окончил 7 классов и школу ФЗУ. Работал токарем на заводе «Динамо».
В Красной Армии и на фронте в Великую Отечественную войну с апреля 1943 года. 2 июля 1944 года направлен в 1113-й стрелковый полк 330-й стрелковой дивизии.
16 августа 1944 года командир отделения автоматчиков 7-й стрелковой роты 1113-го стрелкового полка (330-я стрелковая дивизия, 50-я армия, 2-й Белорусский фронт) сержант Герасимов в районе деревни Прухново (10 км южнее города Августов, Польша) огнём из автомата и гранатами уничтожил около 10 солдат противника. В ночном бою с отделением участвовал в отражении трёх немецких атак, чем содействовал удержанию плацдарма на западном берегу реки Нетта.
Приказом по 330-й стрелковой дивизии № 092/н от 8 сентября 1944 года награждён орденом Славы 3 степени.
7 и 8 февраля 1945 года при ликвидации окружённой группы противника в районе населённых пунктов Пруст и Багниево (25 км севернее города Быдгощ, Польша) командир отделения автоматчиков 7-й стрелковой роты 1113-го стрелкового полка 330-й стрелковой дивизии (70-я армия, 2-й Белорусский фронт) Герасимов с подчинёнными мужественно отбивал атаки, уничтожив при этом несколько десятков солдат и офицеров и до 20 взяв в плен.
Приказом по 70-й армии № 077/н от 7 марта 1945 года награждён орденом Славы 2 степени.
24 марта 1945 года в бою в районе деревни Фройденталь (5 км северо-западнее г. Данциг, ныне Гданьск, Польша) командир отделения автоматчиков 5-й стрелковой роты 1113-го стрелкового полка 330-й стрелковой дивизии (49-я армия, 2-й Белорусский фронт) Герасимов первым ворвался в траншею противника и пристрелил 7 солдат и офицеров. В уличном бою из автомата истребил 5 немецких солдат и 4 взял в плен.
Указом Президиума Верховного Совета СССР от 29 июня 1945 года сержант Герасимов награждён орденом Славы 1 степени.
За время войны был дважды ранен.
В 1945 году окончил 10 класс школы и курсы младших лейтенантов.
С 7 ноября 1946 года лейтенант Герасимов — в запасе, затем в отставке.
Проживал в Москве по адресу: Чапаевский переулок, 12/1. Работал бригадиром сантехников СУ-68 Моссантехстроя Главмосстроя, где за трудовые отличия был награждён орденом Октябрьской Революции. Член КПСС с 1976 года.
Умер 17 ноября 1996 года. Похоронен на Троекуровском кладбище.

## Награды
- орден Октябрьской Революции
- орден Отечественной войны 1-й степени (06.04.1985[6])
- Орден Славы 1-й степени (29.06.1945)
- Орден Славы 2-й степени (07.03.1945)
- Орден Славы 3-й степени (08.09.1944)
- Медали, в том числе:
  - «За оборону Москвы»
  - «За победу над Германией в Великой Отечественной войне 1941—1945 гг.»
  - «За доблестный труд в Великой Отечественной войне 1941—1945 гг.»
  - Медаль «Ветеран труда»